# WrestleMania IX
WrestleMania IX fue la novena edición de WrestleMania, evento de pago por visión de lucha libre profesional de la World Wrestling Federation. El evento se realizó el 4 de abril de 1993 en el Caesars Palace en Las Vegas, Nevada.
WrestleMania IX fue construido alrededor de dos storylines: el imparable Yokozuna retando a Bret Hart por el Campeonato de la WWF, quien se ganó el derecho venciendo en el Royal Rumble de 1993, el primero en obtener un title shot para un WrestleMania desde el Royal Rumble (a pesar de que Hulk Hogan ganara el Royal Rumble de 1991 y se enfrentara al Sgt. Slaughter en WrestleMania VII, ese title shot no es producto de la victoria en el rumble); y el retorno de Hulk Hogan, quien se marchó de la WWF luego de WrestleMania VIII, haciendo pareja con Brutus Beefcake, para enfrentarse a los Campeones en Pareja de la WWF, Money Inc. (Ted DiBiase y Irwin R. Schyster).
WrestleMania IX también se recuerda por la novedosa propuesta de realizar el evento en un estadio al aire libre, a pesar del riesgo de posibles lluvias u otros incidentes climatológicos.
WrestleMania IX es recordado de forma negativa por fanáticos y periodistas expertos en la lucha libre Profesional como uno de los peores WrestleManias de la historia. Muchas críticas vienen dirigidas especialmente a la victoria de Hulk Hogan en el evento central, el combate entre The Undertaker y Giant Gonzales, los finales de algunas luchas en su mayoría por descalificación, la lucha entre Doink The Clown y Crush y la vestimenta compuesta por Togas romanas utilizadas por los comentaristas y entrevistadores del evento. Este fue el primer WrestleMania en ser realizado en el estado de Nevada ya que 32 años después, la cuadragésima primera edición de WrestleMania se realizará en el mismo estado y en la misma ciudad.

## Antecedentes
Una de las disputas previas al evento fue entre Tatanka y el Campeón Intercontinental de la WWF, Shawn Michaels. Tatanka estaba en medio de una racha invicta y había luchado contra Michaels dos veces en los meses previos a WrestleMania IX. Tatanka cubrió a Michaels en una lucha individual el 13 de febrero de 1993 en WWF Superstars of Wrestling y luego se asoció con The Nasty Boys en una lucha de seis hombres contra Michaels y los Beverly Brothers; Tatanka cubrió a Michaels para ganar este combate también. Michaels también estaba rivalizado con Sensational Sherri, quien estaba en la esquina de Tatanka durante el combate. Sherri había sido la ayuda de cámara de Michaels. Sin embargo, cuando Marty Jannetty intentó noquear a Michaels con un espejo, Michaels jaló a Sherri frente a él para protegerse. La ira de Sherri por haber sido golpeada en la cabeza con un espejo hizo que se volviera contra él en el Royal Rumble de 1993.
El combate entre The Steiner Brothers (Rick & Scott) y The Headshrinkers (Samu y Fatu) tuvo pocos antecedentes, con el mánager The Headshrinkers, Afa, diciendo que su equipo "arrancaría la cabeza [a los Steiners]". Doink the Clown y Crush habían estado en una rivalidad desde el episodio del 2 de enero de 1993 de WWF Superstars of Wrestling. Después del combate de Crush en ese programa, se enfrentó a Doink, quien le había lanzado una pelota a un niño del público. Crush agarró a Doink del brazo y le advirtió que no hiciera más bromas a los niños. Doink, usando un yeso en el brazo que Crush supuestamente se había lastimado al agarrarlo, llegó al ring durante el combate de Crush en el episodio del 18 de enero de 'Raw. Se disculpó con Crush y le regaló una flor; Cuando Crush se alejó, Doink se quitó una prótesis de brazo de su yeso y lo atacó, quien luego fue llevado en una ambulancia debido a lesiones (kayfabe). Como justificación del ataque, se decía que Crush estaba legitimamente herido para competir en el Royal Rumble 1993. Doink continuó sus bromas arrojando a Crush con una pistola de agua y grabando mensajes de video para Crush, que mostraban a dos Doinks en la pantalla.
La disputa entre The Mega-Maniacs (Brutus Beefcake & Hulk Hogan) y los Campeones de Parejas de la WWF Money Inc. (Ted DiBiase & Irwin R. Schyster) surgió de un accidente legítimo de paravelismo en 1990 que obligó a Beefcake a someterse a una cirugía reconstructiva en la cara. No pudo volver a luchar hasta el episodio del 15 de febrero de 1993 de Raw, cuando enfrentó a DiBiase, tras lo cual DiBiase y Schyster lo atacaron. DiBiase sostuvo a Beefcake para que Schyster lo golpeara en la cara con un maletín, pero Jimmy Hart, quien manejaba Money Inc., se interpuso repetidamente en el camino antes de que Schyster lo empujara fuera del ring. Schyster luego golpeó a Beefcake en la cara con el maletín. Hart afirmó más tarde que sentía la necesidad de "dar un paso adelante y hacer lo correcto" y que "cambió de opinión", y su intervención lo llevó a convertirse en un babyface o el favorito del público. Poco después, Hogan regresó a la WWF uniéndose a Beefcake y al manager Hart para formar The Mega-Maniacs y desafiar a Money Inc. por sus títulos.
La rivalidad de Mr. Perfect con Bobby Heenan se remonta al Survivor Series de 1992. Perfect y Ric Flair fueron manejados por Heenan, pero el primero se volvió contra el segundo y Heenan al aceptar enfrentarlos como parte de una lucha por equipos en Survivor Series. Flair tuvo un breve feudo con Perfect pero dejó la compañía para regresar a World Championship Wrestling (WCW). Lex Luger se había unido a la
World Bodybuilding Federation de Vince McMahon, pero firmó con la WWF cuando la empresa de culturismo de McMahon fracasó. Hizo su debut en Royal Rumble 1993, donde fue presentado como el último luchador de Heenan, Narcissus.
A partir de su debut con la compañía en 1992, Yokozuna fue impulsado por la WWF como un monstruo imparable. Con un peso de más de 500 libras, utilizó el Banzai Drop, un movimiento en el que saltaba desde la segunda cuerda y se sentaba sobre el pecho de su oponente, para derrotar a varias de las estrellas más importantes. En un combate notable en el episodio del 6 de febrero de 1993 de WWF Superstars of Wrestling, Yokozuna atacó a Jim Duggan y realizó el Banzai Drop cuatro veces. Debido a las heridas del ataque (kayfabe), Duggan no pudo luchar durante más de dos meses. Yokozuna obtuvo una oportunidad titular contra el campeón de la WWF Bret Hart al ganar el Royal Rumble match de 1993. Durante la firma del contrato, Yokozuna atacó a Hart y le realizó el Banzai Drop.

## Resultados

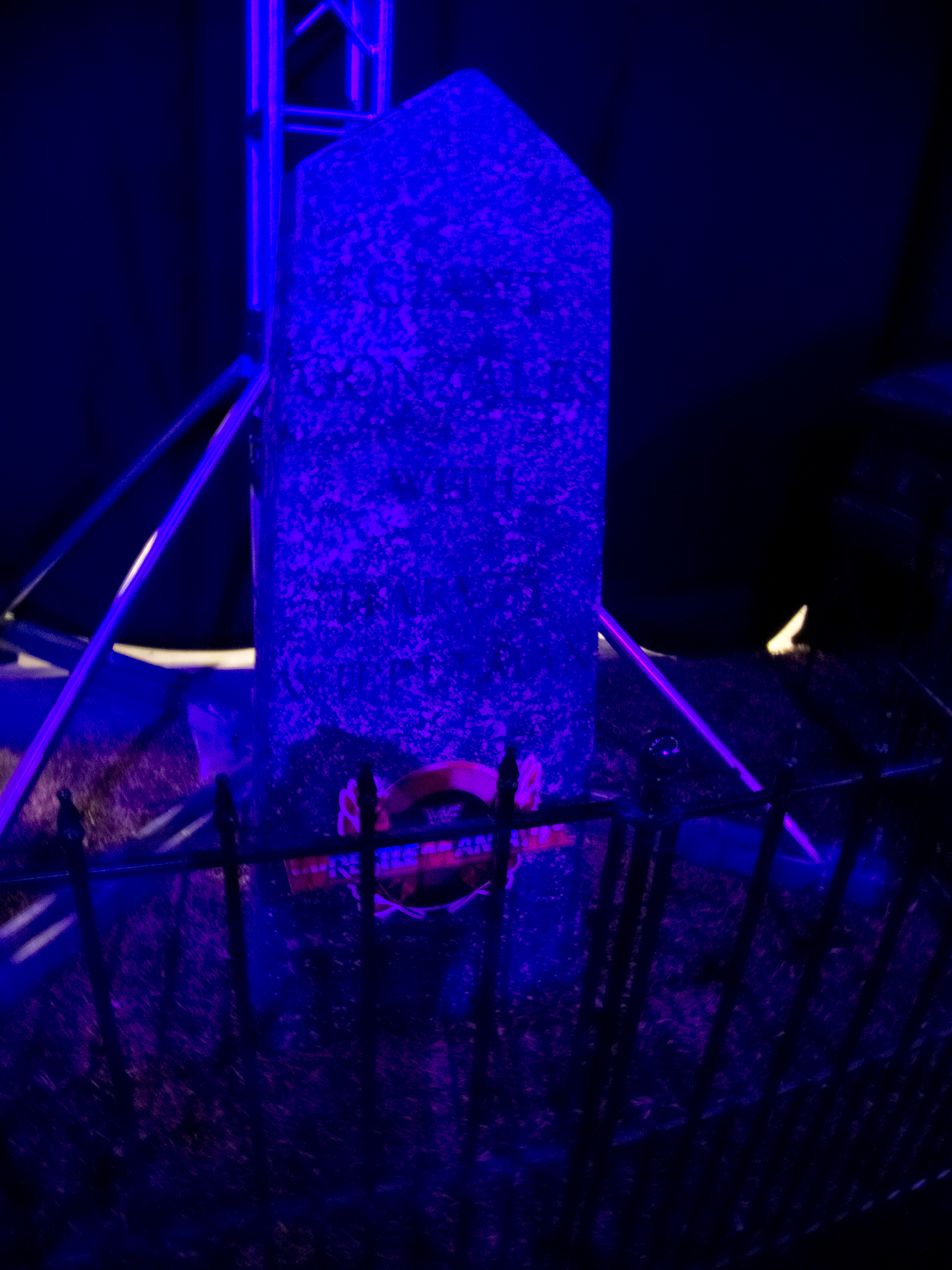
Tumba marcando la derrota de Giant Gonzales a manos de The Undertaker.

- Lucha no transmitida: El Matador Tito Santana derrotó a Papa Shango (8:00)
  - Santana cubrió a Shango.
  - Durante la lucha el referí detuvo el conteo porque Shango detuvo a Santana de su ropa interior.
- Tatanka (con Sensational Sherri) derrotó al Campeón Intercontinental Shawn Michaels (con Luna Vachon) por cuenta fuera (18:13)
  - Michaels recibió la cuenta fuera del ring, y retuvo su título.
- The Steiner Brothers (Rick y Scott) derrotaron a The Headshrinkers (Fatu y Samu) (con Afa) (14:22)
  - Scott cubrió a Samu después de un "Frankensteiner".
- Doink the Clown (Matt Bourne) derrotó a Crush (8:28)
  - Doink cubrió a Crush luego que un segundo Doink distrajera a Crush y el Doink Bourne golpeara Crush por la espalda con una prótesis de brazo.
- Razor Ramon derrotó a Bob Backlund (3:45)
  - Ramon cubrió a Backlund con un "Roll Up".
- Money Inc. (Ted DiBiase y Irwin R. Schyster) derrotaron a The Mega-Maniacs (Hulk Hogan y Brutus Beefcake) (con Jimmy Hart) reteniendo el Campeonato en Parejas de la WWF por descalificación (18:27)
  - Hart interfirió en la lucha, provocando la descalificación.
- Lex Luger derrotó a Mr. Perfect (10:56)
  - Luger cubrió a Perfect usando un "backslide" a pesar de que Perfect tenía una pierna sobre las cuerdas.
- The Undertaker (con Paul Bearer) derrotó a Giant Gonzales (con Harvey Wippleman) por descalificación (7:33).
  - Gonzales fue descalificado luego de intentar ahogar al Undertaker con un trapo empapado de cloroformo.
  - Undertaker regresó al ring para golpear a Giant Gonzales
  - El invicto de Undertaker aumentó a 3-0
- Yokozuna (con Mr. Fuji) derrotó a Bret Hart ganando el Campeonato de la WWF (8:55)
  - Yokozuna cubrió a Hart luego que Fuji tirara sal en los ojos de Hart mientras tenía a Yokozuna en un "sharpshooter".
- Hulk Hogan derrotó a Yokozuna (con Mr. Fuji) ganando el Campeonato de la WWF (0:21)
  - Hogan cubrió a Yokozuna después de un "Atomic leg drop", luego de que Mr. Fuji lanzara accidentalmente sal a los ojos de Yokozuna.

## Otros roles
| Comentaristas - Bobby "The Brain" Heenan - Gorilla Monsoon - introducción - Jim Ross - "Macho Man" Randy Savage Entrevistadores - "Mean" Gene Okerlund - Todd Pettengill | Anunciador - Howard Finkel - aka "Finkus Maximus" Árbitros - Earl Hebner - Joey Marella - Bill Alfonso - Danny Davis |